# Johannes Bourlet
Johannes Bourlet (* in Jülich; † 22. Januar 1695) war ein deutscher Glockengießer.
Anfangs arbeitete er zusammen mit Petrus Michelin. Seine erste aus dem Jahre 1669 stammende Glocke ist nicht mehr erhalten.
Bourlet ließ sich in Havert (Selfkant) nieder. Bald verstarb Petrus Michelin und Bourlet machte sich als umherziehender Glockengießer selbständig. Seine erste selbst gegossene Glocke in Bonn-Küdinghoven fiel dem Zweiten Weltkrieg zum Opfer (Metallspende des deutschen Volkes). In Stommeln und Hohkeppel sind von ihm gegossene Glocken erhalten. Für die Kirche St. Martin in Kirchberg goss er 1674 eine 500 kg schwere Glocke, die auf den Ton as′ gestimmt ist. Vier Jahre später goss Bourlet eine größere Glocke für die Christuskirche Rheinhausen-Hochemmerich. Diese Glocke wiegt 1.882 kg und ist noch heute vorhanden.
In den 1680er Jahren zog Bourlet durch den Kreis Heinsberg. 1680 goss er zwei Glocken für Randerath. Die kleinere der beiden ist erhalten, während die größere (ca. 800 kg) vernichtet wurde. 1682 entstand eine Glocke für Kirchhoven, heute im Kreisheimatmuseum in Heinsberg. Ebenfalls 1682 – im Zuge des „Glockenstreites zu Übach“ – musste Bourlet auf der kleinen noch erhaltenen Glocke von St. Dionysius auf Geheiß des Pfarrers L. Vassen die Insignien des Schultheißen Mathias Bey abschleifen.
Ein dreistimmiges Geläute Bourlets hängt in Geilenkirchen. Die Glocken haben die Töne g′, as′ und b′ und wiegen 950, 620 und 500 kg. Im Jahre 1683 entstand Bourlets zweitgrößte noch erhaltene Glocke für die Peterskirche in Rheinberg. Sie wiegt 2000 kg und ist in cis′ gestimmt. 1684 wurde er nach Karken gerufen, um dort eine 500 kg schwere a′-Glocke zu gießen. Sie zersprang 1837 und steht heute im alten Kirchturm von Karken. Weitere Glocken entstanden für das Bonner Münster oder für die Katharinenkirche in Willich, die zweitgrößte erhaltene Glocke Bourlets (1500 kg, Ton cis′).
1695 goss Bourlet seine letzten Glocken in Honnef, die teilweise noch erhalten sind. Johannes Bourlet starb am 22. Januar desselben Jahres drei Tage nach einem schweren Schlaganfall nach Empfang des Sakramentes der hl. Ölung.